# Ослово (Куявсько-Поморське воєводство)
Ослово (пол. Osłowo) — село в Польщі, у гміні Єжево Свецького повіту Куявсько-Поморського воєводства.
Населення — 165 осіб (2011).
У 1975-1998 роках село належало до Бидгощського воєводства.

## Демографія
Демографічна структура станом на 31 березня 2011 року:
|          | Загалом | Допрацездатний вік | Працездатний вік | Постпрацездатний вік |
| -------- | ------- | ------------------ | ---------------- | -------------------- |
| Чоловіки | 89      | 21                 | 61               | 7                    |
| Жінки    | 76      | 22                 | 41               | 13                   |
| Разом    | 165     | 43                 | 102              | 20                   |